# Atanyproctus miksici
Atanyproctus miksici är en skalbaggsart som beskrevs av Rudolph Petrovitz 1965. Atanyproctus miksici ingår i släktet Atanyproctus och familjen Melolonthidae. Inga underarter finns listade.